# 리틀 지미 디킨스
리틀 지미 디킨스(Little Jimmy Dickens, 1920년 12월 19일 ~ 2015년 1월 3일)는 미국의 컨트리 가수이다.